# Mars Pathfinder
Mars Pathfinder (ang. Pionier) – sonda kosmiczna NASA przeznaczona do badań Marsa. Sonda składała się z trzech części: modułu przelotowego, lądownika i łazika – sześciokołowego pojazdu o nazwie Sojourner. Był to trzeci amerykański lądownik marsjański, łazik natomiast był pierwszym w historii pojazdem sterowanym z Ziemi poruszającym się po powierzchni innej planety. Przejechał łącznie ok. 100 m. Pathfinder przesłał 16 500 zdjęć z lądownika i 550 zdjęć z łazika. Dokonał także 15 analiz chemicznych skał i zebrał wiele informacji o czynnikach pogodowych panujących na Marsie.
Całkowity koszt misji (wliczając koszty wystrzelenia i obsługi w trakcie misji) wyniósł 265 milionów USD.

## Sonda
Masa startowa sondy (razem z paliwem) wynosiła 894 kg, w tym lądownik 264 kg, łazik 10,6 kg. Sonda składała się z trzech części:
- modułu przelotowego wyposażonego w baterie słoneczne, antenę niskiego zysku, silniczki kontroli wysokości, zbiorniki z paliwem, szukacz gwiazd, system usuwania ciepła i radiatory, urządzenia do separacji[3]
- lądownika wyposażonego w zestaw aparatury meteorologicznej i kamerę stereoskopową na rozkładanym maszcie o wysokości 80 cm,
- łazika Sojourner wyposażonego w 3 kamery nawigacyjne (2 czarno-białe z przodu i 1 barwna z tyłu) oraz spektrometr rentgenowski APXS na niewielkim wysięgniku.

Łazik Sojourner był 6-kołowym pojazdem zasilanym z baterii słonecznej o powierzchni 0,25 m². Jego nadajnik mógł przesyłać sygnały tylko do lądownika, toteż łazik musiał pozostawać cały czas w jego polu widzenia. Wymiary łazika: 65 × 48 cm, wysokość 30 cm, średnica kół wynosiła 13 cm.

## Przebieg misji

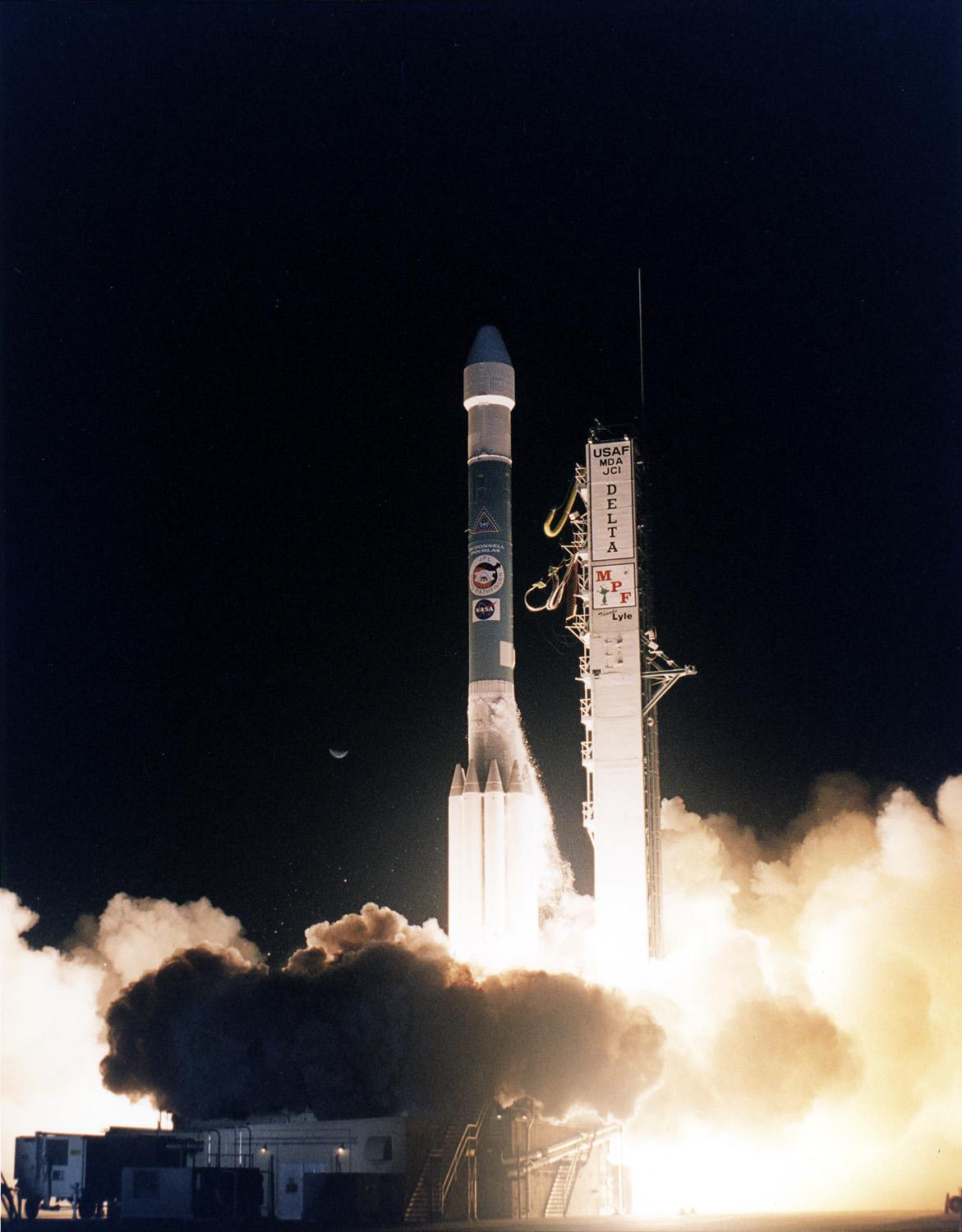
Start sondy z przylądka Canaveral

Start nastąpił 4 grudnia 1996 o godz. 6:58 UTC z przylądka Canaveral na Florydzie. Sondę wyniosła rakieta Delta II, model 7925 z dołączonym trzecim stopniem Star-48. Delta II była dwustopniową rakietą na paliwo ciekłe z dołączonymi silnikami pomocniczymi (bocznymi) na paliwo stałe. Podczas siedmiomiesięcznej podróży na Marsa dokonano czterech manewrów korekcji trajektorii.
34 minuty przed lądowaniem nastąpiło oddzielenie się lądownika z łazikiem od modułu przelotowego (moduł ten prawdopodobnie spłonął przy wejściu w marsjańską atmosferę). Lądowanie odbyło się na terenie Ares Vallis (♂ 19,33°N 33,55°W/19,330000 -33,550000) 4 lipca 1997 o godz. 16:57 UTC. Przeprowadzono je aerodynamicznie (wytracając prędkość w marsjańskiej atmosferze), następnie został użyty spadochron o średnicy 12,5 m, a w końcowej fazie pięciometrowe nadmuchiwane poduszki amortyzacyjne, które rozwinęły się tuż przed spotkaniem z powierzchnią planety. Wraz z rakietami hamującymi poduszki pozwoliły statkowi odbić się od powierzchni na wysokość 10 metrów, a następnie łagodnie osiąść na jednej z marsjańskich równin zalewowych. Wybrany obszar spełniał dwa warunki: teren ten był względnie płaski oraz znajdował się wystarczająco blisko marsjańskiego równika by zapewnić odpowiednią ilość światła bateriom słonecznym.
Po opróżnieniu poduszek niewielkie silniki lądownika ustawiły go w pozycji pionowej, po czym otworzyły się osłony chroniące aparaturę oraz anteny nadawcze. 87 minut po lądowaniu zostały otwarte 3 płatki baterii słonecznych. O godz. 18:34 przekazano dane o parametrach atmosfery zmierzone w trakcie przelotu przez atmosferę. O godz. 23:30 przekazano pierwsze panoramy miejsca lądowania. Następnie rozłożyły się dwie bliźniacze rampy, z których jedna posłużyła potem jako zjazd dla łazika.
Zjazd Sojournera na powierzchnię nastąpił 6 lipca o godz. 5:40, w drugim marsjańskim dniu misji (Sol 2). Pojazd prowadził badania gleby za pomocą spektrometru rentgenowskiego (APXS). Przez następne dwa i pół miesiąca Sojourner badał skład chemiczny 15 kamieni i wykonał wiele eksperymentów przeprowadzonych pod kątem usprawnienia przyszłych pojazdów marsjańskich. Lądownik działał do 27 września 1997, wtedy to odebrano ostatnie użyteczne dane. Ostatni sygnał z lądownika odebrano 7 października 1997. Przyczyną utraty łączności było prawdopodobnie wyczerpanie się baterii utrzymujących temperaturę, które zaprojektowano na jeden miesiąc działania. Próby nawiązania z nim ponownego kontaktu były prowadzone bez powodzenia do marca 1998 r., wtedy to oficjalnie uznano misję za zakończoną. Zakładając, że lądownik uległ uszkodzeniu, łazik prawdopodobnie przełączył się po kilku dniach w tryb awaryjny i albo krążył wokół lądownika, albo stał w miejscu oczekując na dalsze polecenia.

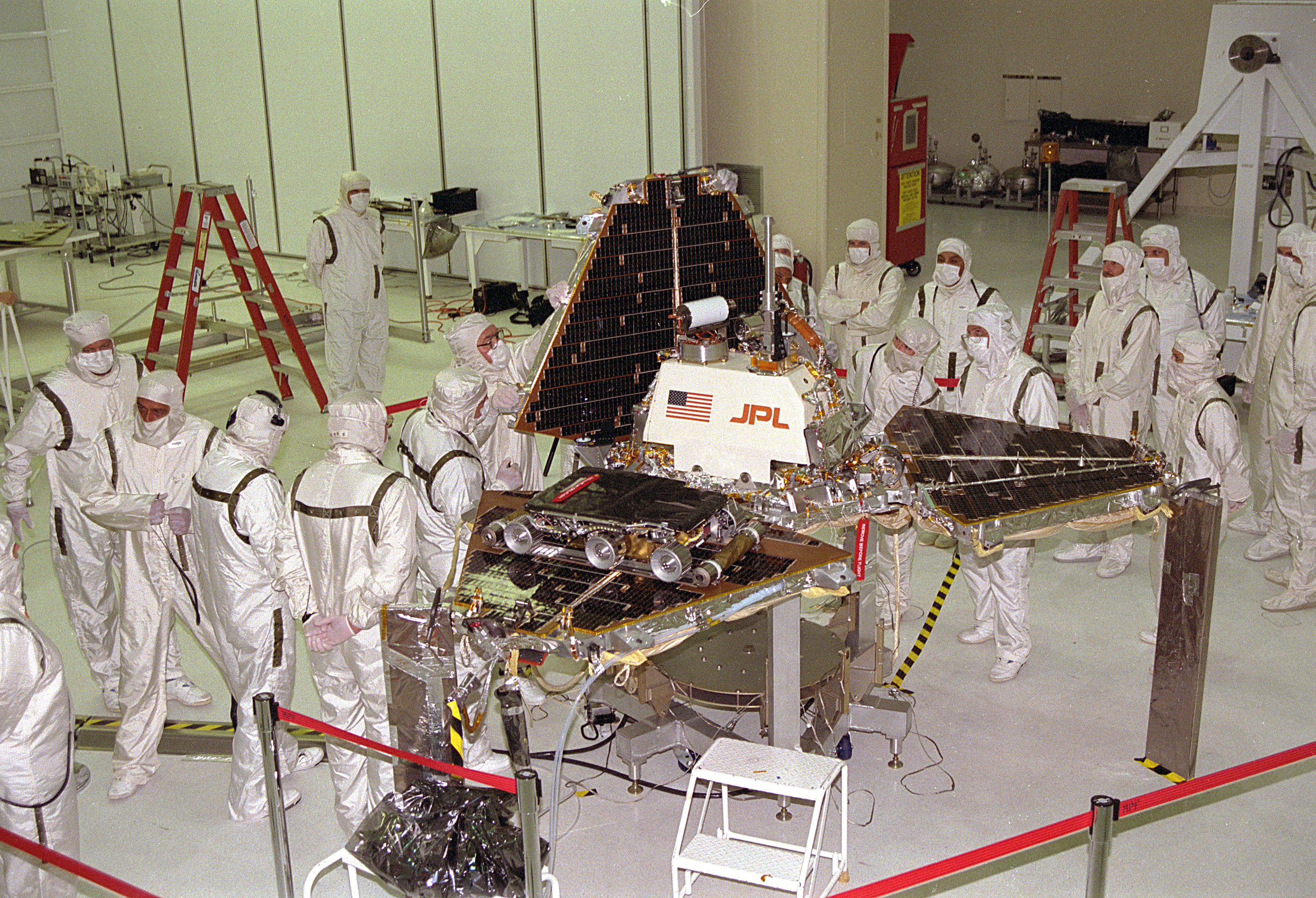
Przygotowania sondy do misji
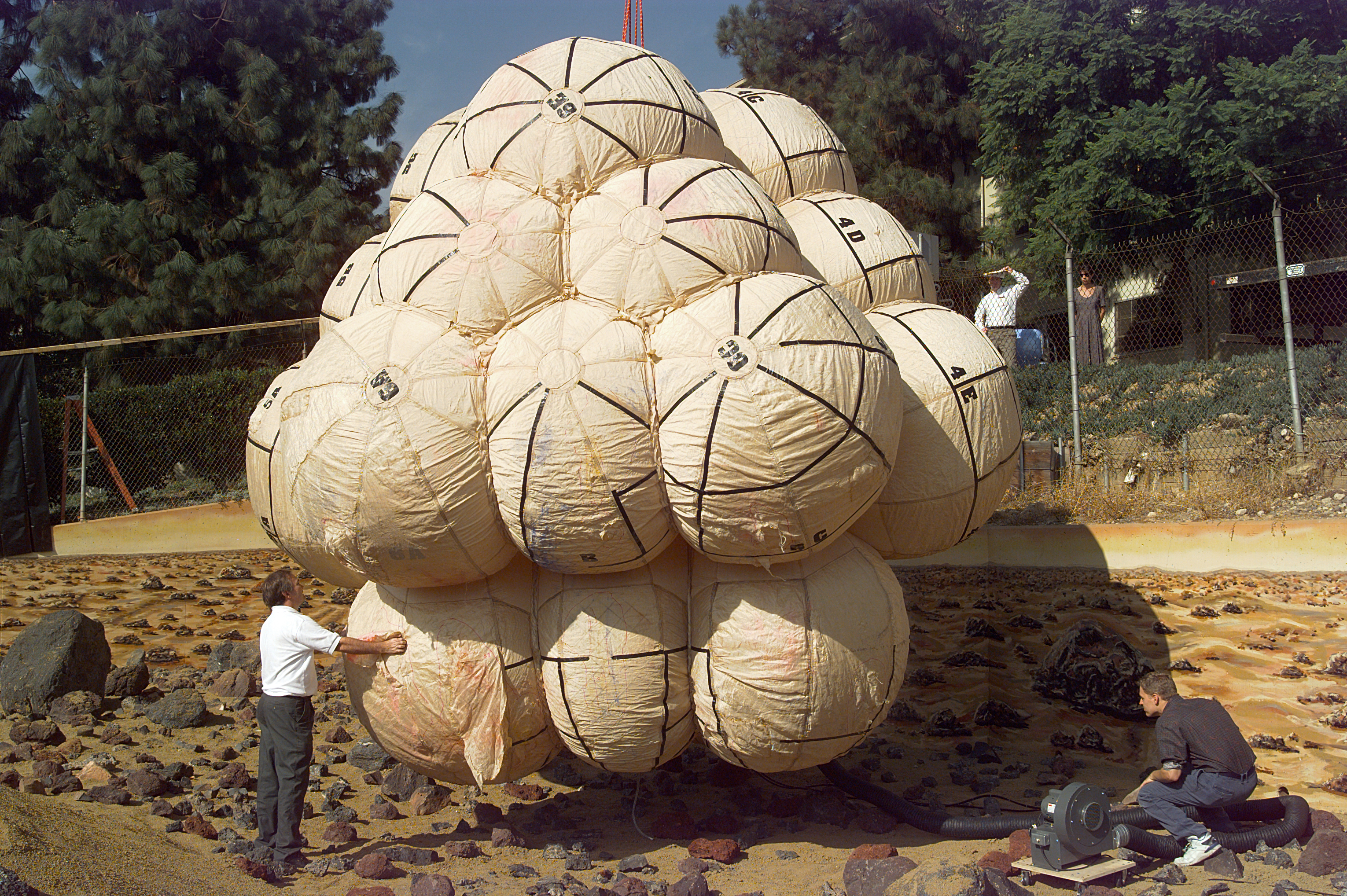
Test poduszek powietrznych
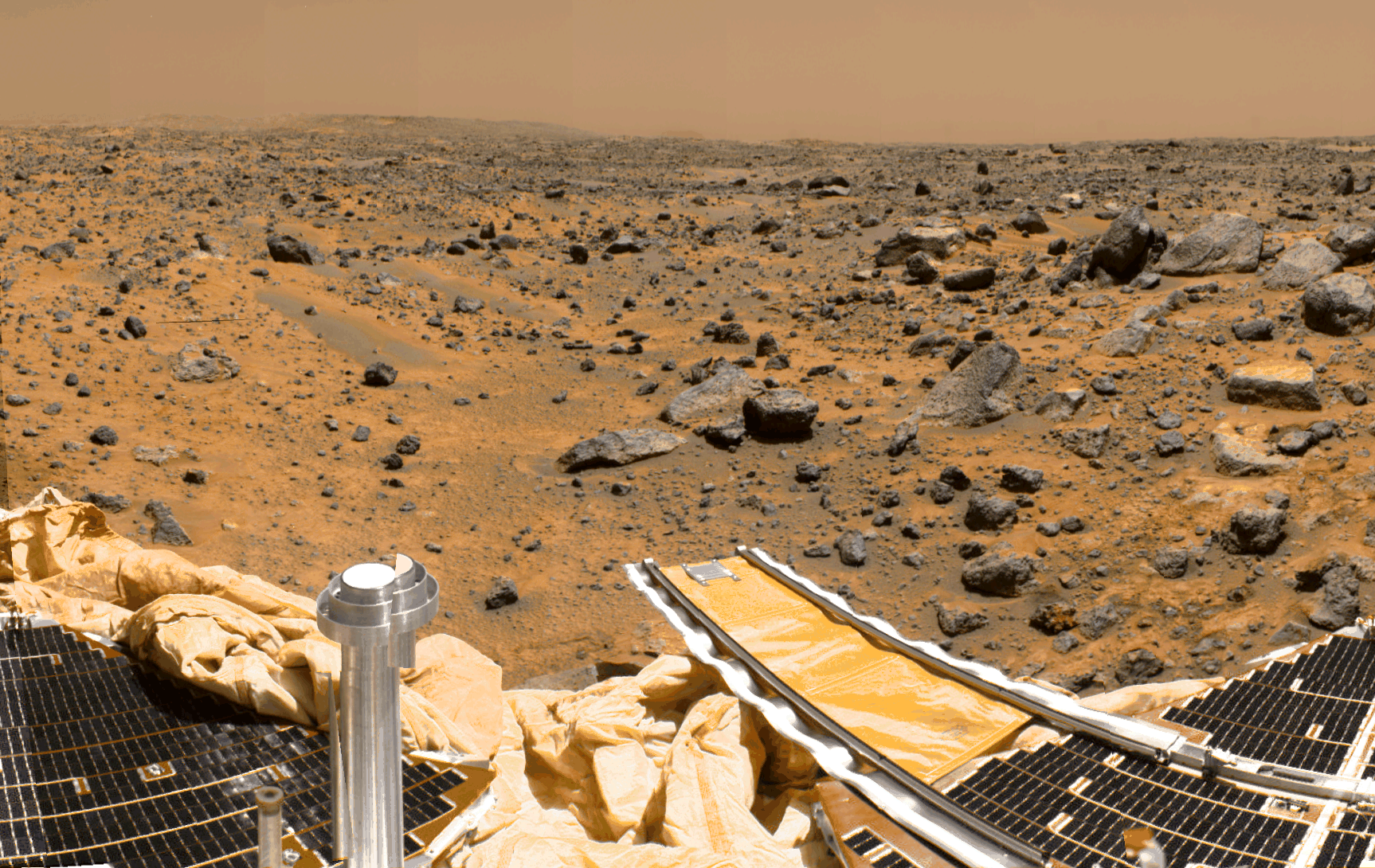
Widok z lądownika
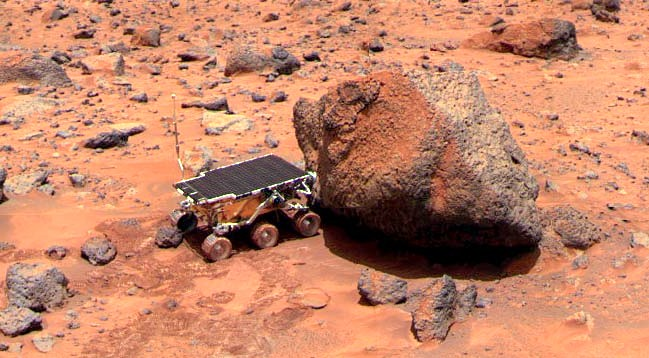
Łazik Sojourner
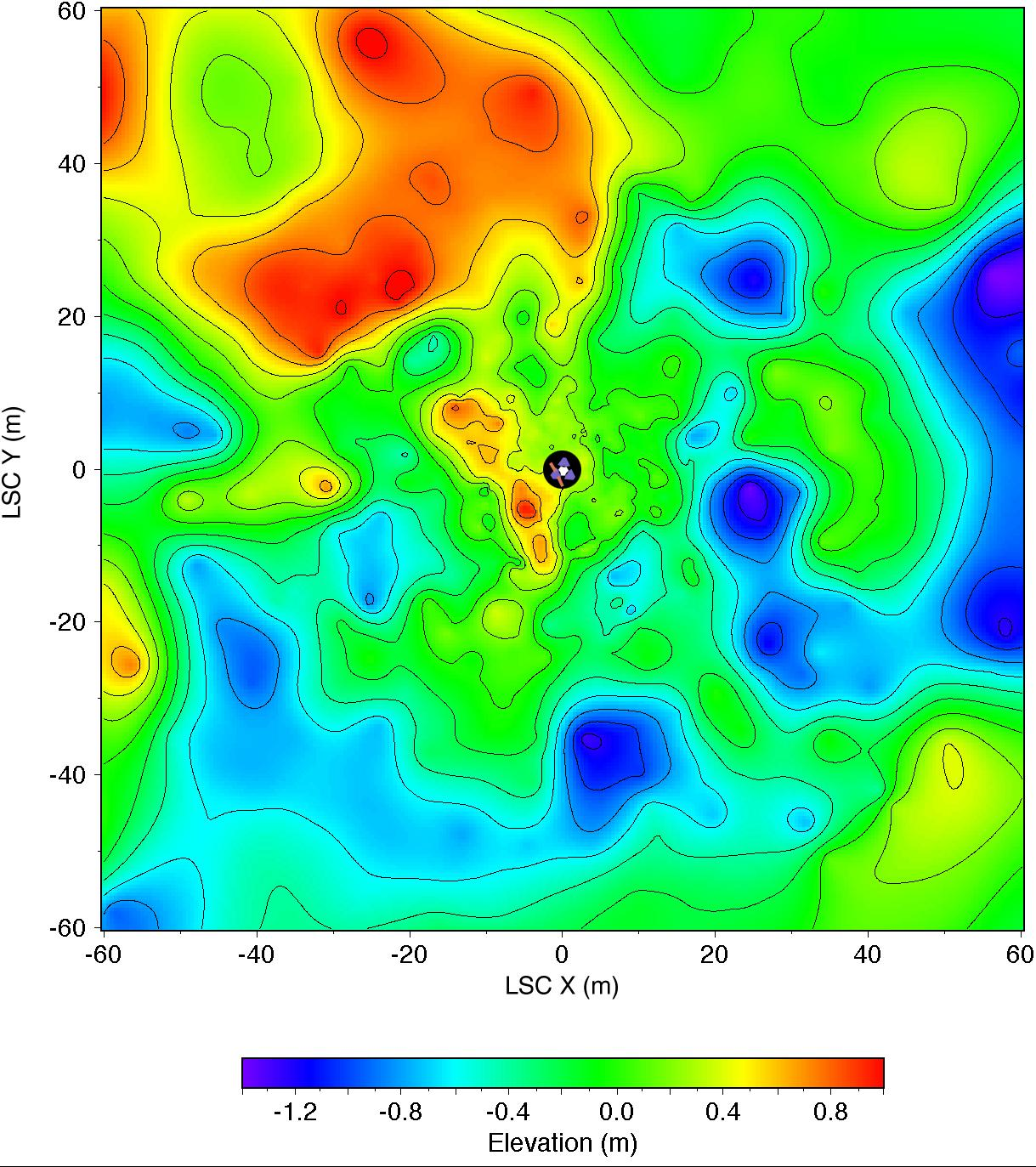
Mapa topograficzna miejsca lądowania
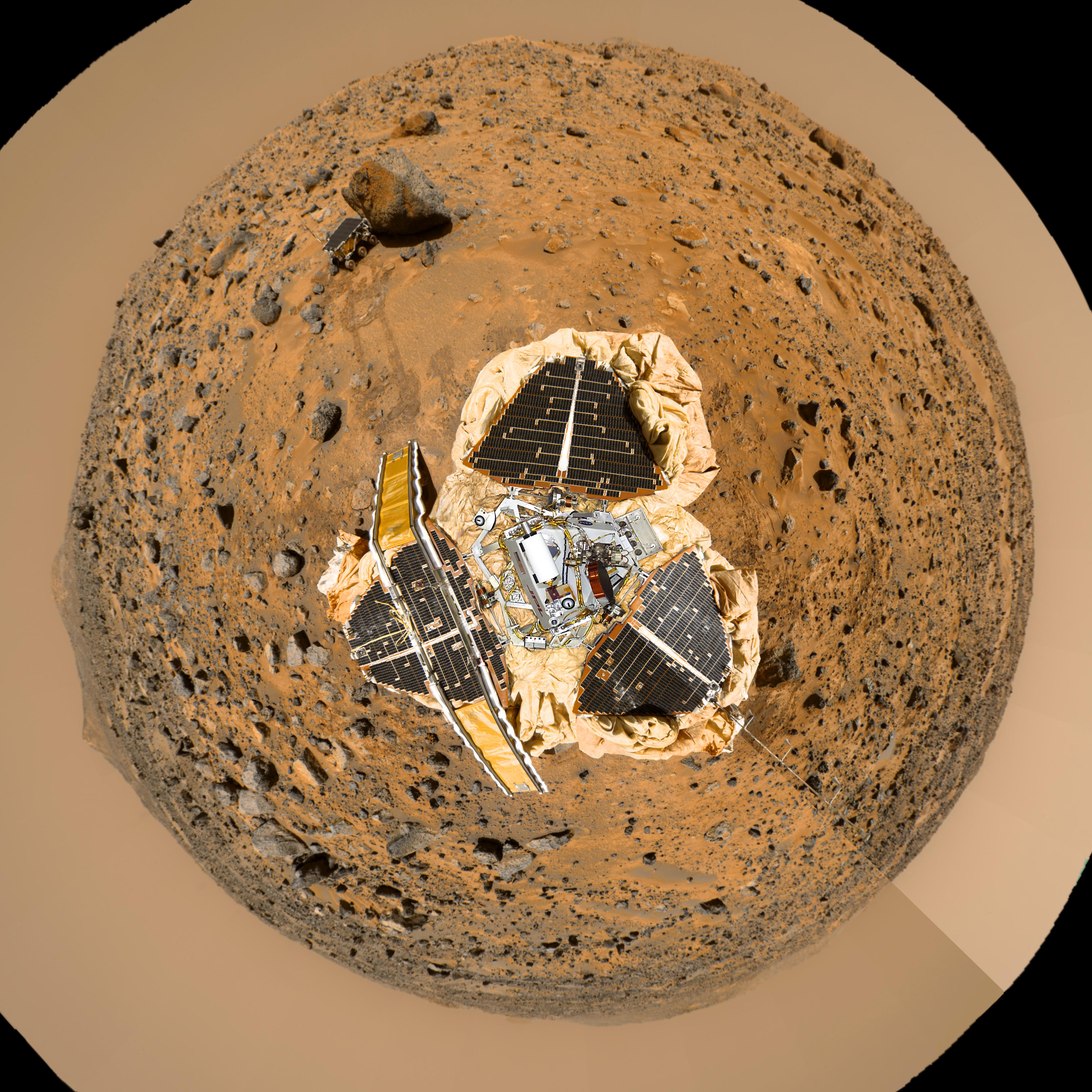
Widok panoramiczny z lądownika